# Johann Conrad Wepfer

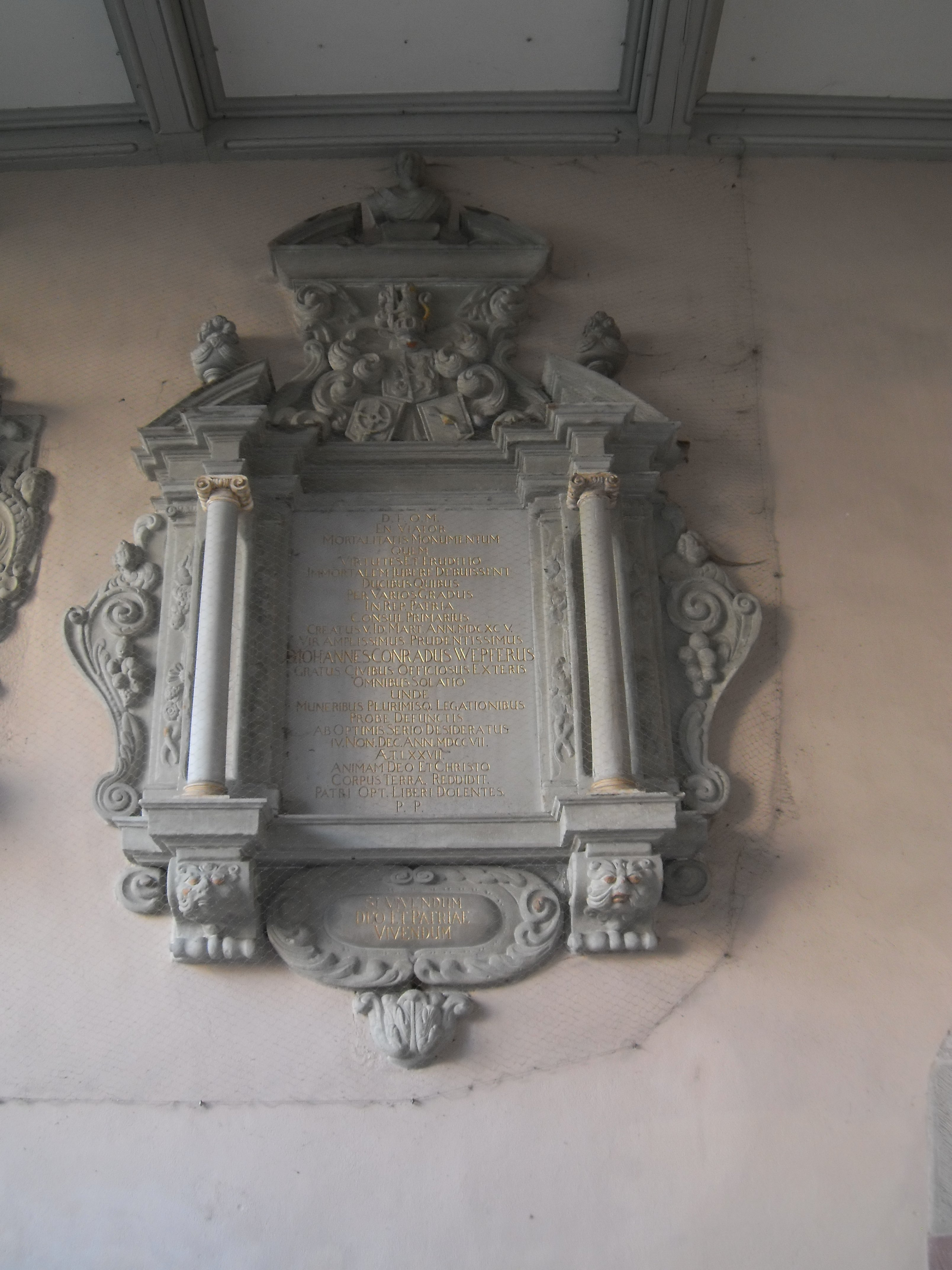
Epitaph Johann Conrad Wepfer im Kloster Allerheiligen

Johann Conrad Wepfer (* 7. Juli 1657 in Schaffhausen, Schweiz; † Juni 1711) war ein Schweizer Arzt und Mitglied der Gelehrtenakademie «Leopoldina».

## Leben
Johann Conrad Wepfer war der Sohn von Johann Jakob Wepfer (1620–1695), der ebenfalls Mitglied der Leopoldina war. Johann Conrad Wepfer studierte Medizin in Basel und Leyden und war später Stadtphysicus in Schaffhausen.
Am 5. Februar 1694 wurde Johann Conrad Wepfer mit dem Beinamen Melampus  als Mitglied (Matrikel-Nr. 206) in die Leopoldina aufgenommen. Melampus war im antiken Griechenland als Seher und Arzt berühmt.

## Veröffentlichungen
- Disputatio medica inauguralis, de fluxu coeliaco.